# 横格勒浑迪
横格勒浑迪，位于中华人民共和国内蒙古自治区中南部的一条干河，发源于乌兰察布市察哈尔右翼中旗大滩乡口圪庆村白彦脑包西北山顶，东南流至财务营村后折向东北流，经黄羊城镇、土城子乡、巴音乡、乌素图镇、察哈尔右翼后旗西北部、四子王旗东南部及锡林郭勒盟苏尼特右旗西南部，过苏尼特右旗政府驻地赛汉塔拉镇，于桑宝拉格苏木新宝拉格嘎查转向东南，过伊和额勒图诺尔，最后于桑宝拉格苏木政府驻地以东汇入翁滚诺尔。河长298.7千米，集水面积8602.98平方千米，河道平均比降2.40‰。全河除河源段有间歇水，其余均为干河，下游河床不明显，仅大洪水时可汇入翁滚诺尔。
2019-2021年各地公布的河流管理范围与《中国河湖大典·西北诸河卷》中描述的横格勒浑迪走向存在很大差异。察哈尔右翼中旗公布的旗级河长名录表及主要河道和湖泊管理范围将横格勒浑迪上游称为色气沟，察哈尔右翼后旗将色气沟作为包尔罕廷郭勒的支流划定了管理范围。
在2021年四子王旗人民政府发布河湖管理范围划定成果的公告中，横格勒浑迪起自四子王旗白音朝克图镇西南，向东北流入苏尼特右旗，流经著名的中国人民解放军陆军朱日和合同战术训练基地。然而在2021年苏尼特右旗发布的主要河湖管理范围未包括横格勒浑迪。
天地图中的标注的地名与各地划定的河湖管理范围基本一致。